# Lars Christensen Peak
De Lars Christensen Peak (Noors: Lars Christensentoppen), is het hoogste punt van het Peter I-eiland voor de kust van Antarctica.
De berg is een schildvulkaan met een hoogte van 1755 meter.
Hij werd genoemd naar Lars Christensen, een Noors reder van de walvisvaart. Zijn schip, de SS Odd I voer in januari 1927 voor het eerst om het eiland.